# Алфред Брукс
Алфред Хълс Брукс (на английски: Alfred Hulse Brooks) е американски геолог, изследовател на Аляска.

## Ранни години (1871 – 1898)
Роден е на 18 юли 1871 година в Ан Арбър, Мичиган, САЩ. През 1894 завършва Харвардския университет. След дипломирането си учи в Германия и Париж. През 1898 г. американското правителство предприема систематични топографски и геоложки изследвания на Аляска. Брукс е назначен за управител на клона на Геологическата топографска служба на САЩ (USGS) в Аляска и като такъв остава до края на живота си.

## Изследователска дейност (1899 – 1924)
Между 1899 и 1911 г. провежда шест големи експедиции в Аляска, които извършват картиране на огромни територии и прецизни геоложки изследвания, които допринасят за откриването на големи находища на различни полезни изкопаеми. Открита и картирана е детайлно най-обширната планинска система в Аляска – планината Брукс (700 км, 2816 м).
Всяка година от 1904 до 1916 г. и от 1919 до 1923 г., с изключение на Първата Световна война, когато Брукс е в действащата армия във Франция, пише обширни доклади и отчети за свършената работа.
През 1913 г. е награден със златни медали от Американското и Френското географски дружества.
Умира на 22 ноември 1924 година във Вашингтон на 53-годишна възраст.

## Памет
Неговото име носят:
- планински масив Брукс – разположен от запад на изток в северната част на Аляска в САЩ и северната част на Юкон, Канада;
- залив Брукс (50°14′ с. ш. 127°52′ з. д. / 50.233333° с. ш. 127.866667° з. д.);
- полуостров Брукс (50°09′ с. ш. 127°49′ з. д. / 50.15° с. ш. 127.816667° з. д.) в северозападната част на остров Ванкувър (Канада).

## Съчинения
- „Preliminary report on the Ketchikan mining district, Alaska, with an introductory sketch of the geology of southeastern Alaska“ by Alfred Hulse Brooks. US Geological Survey Professional Paper No. 1, 1902
- „The geography and geology of Alaska: a summary of existing knowledge“ by Alfred Hulse Brooks, Cleveland Abbe, and Richard Urquhart Goode. US Geological Survey Professional Paper No. 45, 1906.
- „Mineral resources of Alaska, report on progress of investigations in 1912“ by Alfred Hulse Brooks, G.C. Martin, Philip Sidney Smith. US Geological Survey Bulletin No. 542, 1913.
- „The German defenses of the Lorraine Front“ by Alfred Hulse Brooks. United States Army, American Expeditionary Forces. 1918.
- „The iron and associated industries of Lorraine, the Saare district, Luxemburg, and Belgium“ by Alfred H. Brooks and Morris F. La Croix. US Geological Survey Bulletin No. 703, 1920.